# Anki Edvinsson
 (avril 2025).
Pour les articles homonymes, voir Edvinsson.
Ann-Christin « Anki » Edvinsson Hedström, née le 6 janvier 1971 à Mariestad, Skaraborgs län, est une présentatrice, journaliste et auteur suédoise.
Anki Edvinsson Hedström a commencé comme présentatrice météo à TV4 entre 1993 et 2000, avant de suivre une formation de journaliste à l'école de journalisme Poppius en 1999. Anki a notamment travaillé comme reporter/présentatrice pour les émissions de voyage När & fjärran et Ordjakten sur TV4 et comme reporter pour Akademien för det okända. Elle a participé à l'édition 2008 de Stjärnor på is. De 2010 à 2014, elle a travaillé comme présentatrice, reporter et rédactrice pour TV4Nyheterna à Umeå, Luleå, Sundsvall et Östersund.
Edvinsson Hedström a étudié la criminologie à l'université d'Umeå et a fait ses débuts en tant qu'auteur en mars 2018 avec le roman policier Lust att döda.
En 2012, elle a épousé Peter Hedström et ils vivent à Stockholm.

## Publications
- Lust att döda - 2018
- Snöängeln - 2021
- Sjöjungfrun - 2022